# 尼龙
尼龙（英語：Nylon），又譯為奈綸、耐綸、尼綸、锦纶，是一种人造纖維、塑膠和聚合物，發明於1935年2月28日，發明者為美国威尔明顿杜邦公司的华莱士·卡罗瑟斯。1938年尼龙正式上市，最早的尼龙產品是牙刷刷毛，於1938年2月24日开始發售；絲襪於1940年5月15日上市。尼龙是多种人造纤维的原材料，而硬尼龙也用於建筑业中。

## 历史

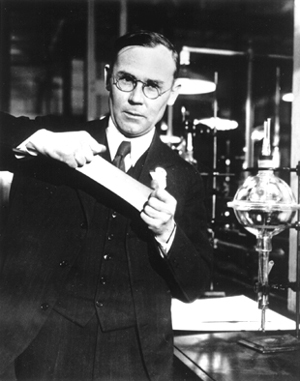
华莱士·卡罗瑟斯(Wallace Carothers)

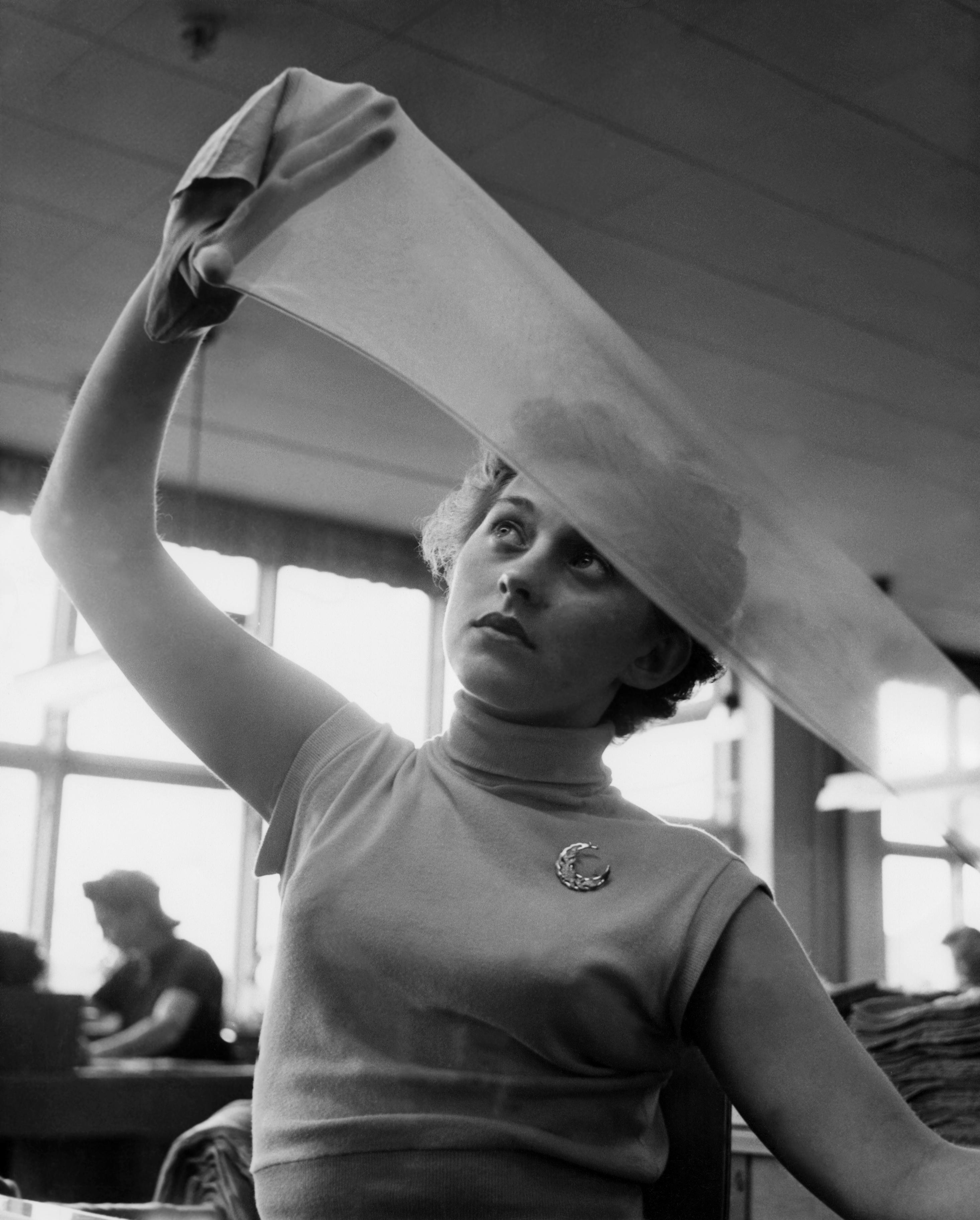
1954年瑞典的一個工人在检查尼龙丝袜

Nylon这名词的起源，眾說紛紜。有此一說，它是NY（美国纽约）和Lon（英国伦敦）的缩写拼在一起组成的，因為这两个地方是最先生产尼龙的地方，但这个说法毫无根据。1940年，杜邦公司有人说Nyl是随意找出来的，而on则是因为许多纤维（比如棉花，英语）的英语词以on结束。1978年杜邦发表的一篇文章中又称本来他们打算叫它No-Run（“不跑”），但后来为了让它好听些改成了Nylon。另一种比较常见的传说是尼龙是（轮到你了，老懒日本）的缩写。背景是1930年代大量便宜的日本纺织品冲击西方社会。因此尼龙被看成是一种对付日本的纺织品来说有竞争力的产品。
Nylon这个词虽然非常普及，但从未被用做商标或受到商标保护。
第二次世界大战期间盟军使用尼龙做的降落伞（此前一般用亚洲丝绸制作），此外轮胎、帐篷、绳索等其它军事物资也用尼龙制造。它甚至被用来制造印刷美国货币的纸。战争开始时棉花占纤维原料的80%，其它20%主要是木头纤维。1945年8月时，棉花的占据量降低到75%，而人造纤维的比例上升到了25%。
在中国大陆，尼龙纤维最早由锦州有机化工厂带领研发，故名锦纶。

## 结构
从化学的角度来看尼龙是一种缩合聚合物，其组成单位由酰胺连接，因此它也是聚酰胺的一種。尼龙是世界上第一种完全人造的纤维，其原材料是碳、氫、氧和氮。从这些原材料中一般合成两种基本化学物质，在大多数情况下己二胺和己二酸。它们被混合在一起聚合形成尼龙。

### 尼龙66
最常见的尼龙種類之一為尼龙66，其命名源自己二胺和己二酸所含的六个碳原子。在聚合物的链中己二胺和己二酸互相交替，因此与其它聚合物（如蛋白质）不同的是，在尼龙中其酰胺的方向也不断交替。尼龙-6,6的化學式為：H-[NH(CH₂)₆NHCO(CH₂)₄CO]-ₙOH

尼龙66的结构如图所示：

通过氢和氧之间的氢键作用，尼龙66很容易產生结晶。尼龙66的晶体結構如下图所示：

## 参见

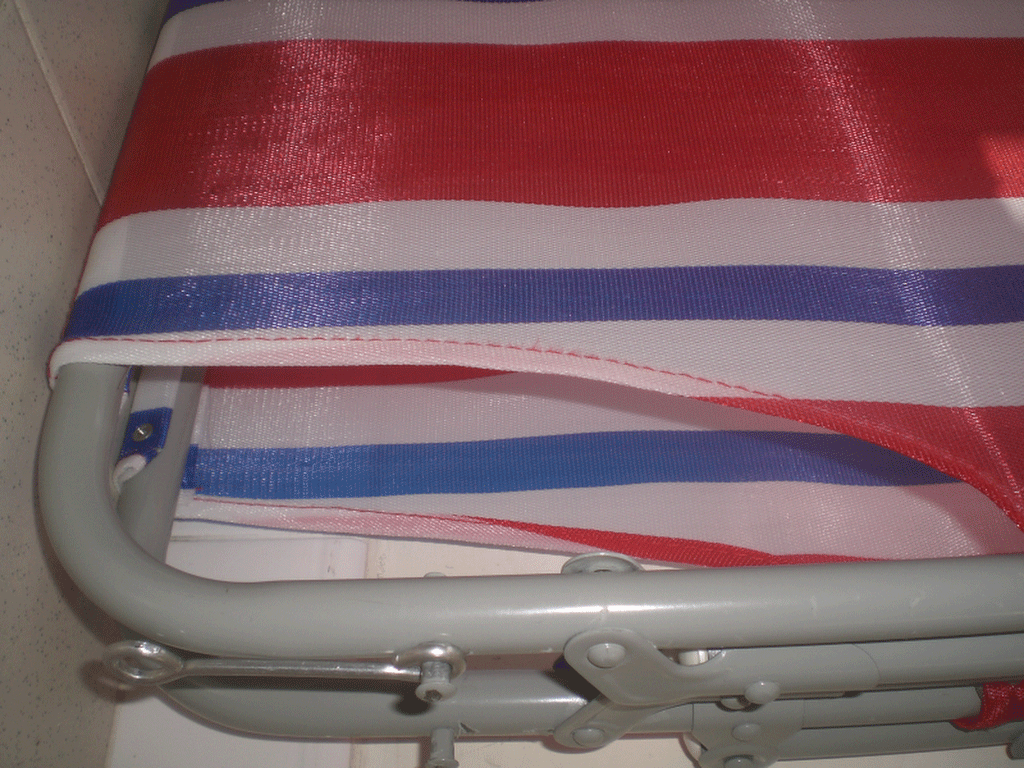
Nylon床料子

### 尼龙6
另一种常见的尼龙是尼龙6，也称為聚己内酰胺。精确地说它并不是一种缩合聚合物，因为它的聚合物中含有所有单体己内酰胺的原子。
尼龙6的化学式为： 
```
         H-[NH(CH₂)₅CO]ₙ-OH
```

尼龙6的结构如图所示（左圖乃單體己內酰胺，而右圖乃聚己內酰胺）：

尼龙66与尼龙6的结构有细微差别，但是两种材料的性能基本相同。